# Razred podmornic Ohio
Razred Ohio je razred strateških jedrskih podmornic (SSBN), ki jih uporablja vojna mornarica Združenih držav Amerike. Zgradili so 18 podmornic tega razreda, vse še vedno v uporabi. Štiri od njih so predelali v nosilke manevrirnih raket (SSGN), 14 pa jih ostaja kot SSBN.
Razred Ohio je poimenovan po prvi podmornici razreda USS Ohio (SSGN-726). Vsaka izmed 14 podmornic je oborožena s 24 medkontinentalnimi balističnimi raketami Trident II. Na teh podmornicah je nameščeno približno polovica aktivnega ameriškega arzenala termojedrskih konic. Natančno število konic je sicer varovana skrivnost. Rakete Trident II nimajo v vnaprej določenih tarč. Podmornice uporabljajo za komuniciracnje VLF - spekter zelo nizkih frekvenc.
Ohio podmornice z izpodrivom 18 450 ton (potopljene) so največje podmornice kdajkoli zgrajene za Ameriško mornarico. Ruske strateške jedrske podmornice razreda Akula (NATO oznaka: "Typhoon") imajo več kot dvakrat večji izpodriv, podmornice razreda Borej pa približno 25 % večji. Lahko pa Ohio prevaža več balističnih raket (24), v primerjavi z razredoma Akula (20) in Borej (16).

## Značilnosti
18 podmornic je enakomerno porazdeljenih med vzhodno in zahodno obalo, vsaka podmornica ima dve posadki, poznani kot modra in zlata ekipa.

## Podmornice razreda Ohio
- USS Ohio (SSBN-726)
- USS Michigan (SSBN-727)
- USS Florida (SSBN-728)
- USS Georgia (SSBN-729)
- USS Henry M. Jackson (SSBN-730)
- USS Alabama (SSBN-731)
- USS Alaska (SSBN-732)
- USS Nevada (SSBN-733)
- USS Pennsylvania (SSBN-735)
- USS Kentucky (SSBN-737)
- USS Tennessee (SSBN-734)
- USS West Virginia (SSBN-736)
- USS Maryland (SSBN-738)
- USS Nebraska (SSBN-739)
- USS Rhode Island (SSBN-740)
- USS Maine (SSBN-741)
- USS Wyoming (SSBN-742)
- USS Louisiana (SSBN-743)